# 歯列
歯列（しれつ）とは、口内の歯の種類ごとの配列のことである。特に、進化の経過や、動物の食性、乳児期から成長期の変化を歯の種類等を使って比較するのに使われる。歯並びともいう。

## 歯の種類

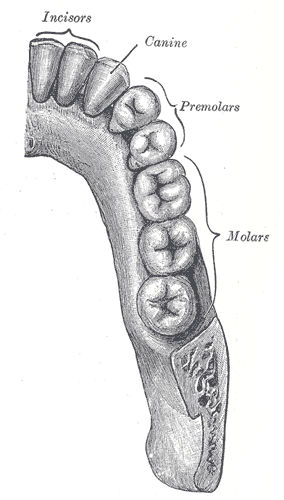
ヒトの歯の歯列

歯列には、その動物の食性にあった形状の歯が生える。以下が、歯の形状である。
＜歯形状の種類＞
- 切歯（以下、英語のincisorsから『I』と表記）
- 犬歯（以下、英語のcaninesから『C』と表記）
- 小臼歯（以下、英語のpremolarsから『P』と表記）
- 臼歯（以下、英語のmolarsから『M』と表記）

＜異形歯性 と 同形歯性＞
異形歯性（形状の異なる歯を持つ性質）を持つ動物は、顔の正面から奥へICPMと並んでおり、この順番は変わらない。
哺乳類の多くが、異形歯性と、次の項で説明する二生歯性という特徴を持っている。
一方、その他の動物は同形歯性（同じ形状の歯を持つ性質）と、一生歯性か多生歯性(Polyphyodont)という特徴を持っている。

## 歯の生え変わり
二生歯性
一定の期間を過ぎると乳歯から、永久歯に生え変わる性質。生え変わる順番も個体差があるが、種によって一定の傾向がみられる。現生人類の場合は「M1→I1→I2→C→P3(※)→P4→M2→M3(親しらず)」の順番と言われている。
<注釈>
※特定の歯を示す場合は、顔正面から奥へI1、I2と識別する。個数を表す場合もI2と表記するので注意
※切歯はかつては3対存在していたので、解釈によってはI1を失われたとしてI2とI3と表記することがある。
※真獣類では、かつては小臼歯が4対存在していた。現生人類を含む一部の動物は、P1とP2が失われているため、P3とP4と表記する。古い文献ではP3とP4の代わりにP1とP2の表記も見られる
多生歯性
魚類から爬虫類にみられる、一定期間ごとに何度も歯が生え変わる性質
一生歯性
ネズミ目やイルカに見られる一代限りの歯を持つ性質

## 歯列の表記
歯式
哺乳類の多くは、食性の違いから必要のない歯を失うか裂肉歯(小臼歯)のように変化している。これらの歯の種類と本数表記は、顔の片側のみに注目し、上顎を分数における分子側、下顎を分母側に置き{\displaystyle {\tfrac {I2C1P2M2}{I2C1P2M2}}}、{\displaystyle {\tfrac {2.1.2.2}{2.1.2.2}}}、もしくは、I2.C1.P2.M2 / I2.C1.P2.M2.、2.1.2.2/2.1.2.2のように表す。実際の本数は、顔の両面で考えるので、それぞれ2倍である。このような表記法を歯式（英語：Dental Formula）という。
- 乳歯(Deciduous)を区別する際は、{\displaystyle (di^{2}-dc^{1}-dm^{2})/(di_{2}-dc_{1}-dm_{2})\times 2=20.}[5]、または{\displaystyle {\tfrac {di2.dc1.dm2}{di2.dc1.dm2}}}のように記述する。
- 永久歯は、{\displaystyle (I^{2}-C^{1}-P^{2}-M^{3})/(I_{2}-C_{1}-P_{2}-M_{3})\times 2=32.}[5] または{\displaystyle {\tfrac {2.1.2.3}{2.1.2.3}}}のように記述する。

※ ここでの（-）は、スペーサー程度の意味で、数学的な意味はない。